# انجیر قرمز
انجیر قرمز (نام علمی: Ficus rubra) نام یک گونه از سرده انجیر است.